# حامول باميري
حامول باميري (الاسم العلمي:Cuscuta pamirica) هو نوع من النباتات يتبع جنس الحامول من الفصيلة المحمودية.